# Can Pongem
Can Pongem, o Can Ponçgem és una masia situada al municipi de la Palma de Cervelló a la comarca catalana del Baix Llobregat.
El 1650 va construir-se la primera fase de la masia, i l'ampliació o segona fase va realitzar-se cap al 1750. En aquesta època s'hi va construir també una capella adossada dedicada a Sant Antoni de Pàdua.
Dins del bosc de Can Pongem s'hi pot trobar l'ermita en runes dedicada a sant Vicenç Ferrer.